# Arlette (film, 2022)
Pour les articles homonymes, voir Arlette.
Pour plus de détails, voir Fiche technique et Distribution.
Arlette est un film québécois réalisé par Mariloup Wolfe sorti en 2022 et mettant en vedette Maripier Morin, Gilbert Sicotte, David La Haye et Lara Fabian.

## Synopsis
Approchée par le premier ministre du Québec pour rajeunir l'image de son gouvernement, Arlette Saint-Amour devient, du jour au lendemain, ministre de la Culture. Critiquée de toutes parts, elle réussit par son apparence et son audace à susciter l'intérêt du public pour la mise en valeur de la culture québécoise. Elle affronte notamment le puissant ministre des Finances dans le but d'obtenir des dizaines de millions de dollars pour soutenir les créateurs québécois, même si ce dernier juge que la culture n'est pas rentable économiquement parlant. Ils livrent batailles sur plusieurs fronts, sans qu'un vainqueur ne soit clairement désigné à la fin du film.
Ce film s'articule autour d'un grand thème : le pouvoir de l'image. Il entraîne le spectateur dans les coulisses de l'Assemblée nationale du Québec, là où le loufoque côtoie le sérieux, où la comédie embrasse le drame.

## Fiche technique
Source : IMDb et Films du Québec
- Titre original : Arlette
- Réalisation : Mariloup Wolfe
- Scénario : Marie Vien
- Musique : Jean-Phi Goncalves
- Direction artistique : Marie-Claude Gosselin
- Costumes : Marianne Carter
- Maquillage : Virginie Boudreau
- Coiffure : Daniel Jacob
- Photographie : Yves Bélanger
- Son : Normand Lapierre, Christian Rivest, Gavin Fernandes (en)
- Montage : Cédric Coussy
- Production : Valérie d'Auteuil, André Rouleau
- Société de production : Caramel Films
- Sociétés de distribution : Les Films Opale
- Budget : 6-7 millions $ CA
- Pays de production :  Canada
- Langue originale : français
- Format : couleur
- Genre : comédie dramatique
- Durée : 118 minutes
- Dates de sortie :
  - Canada : 28 juillet 2022 (première au Théâtre Outremont à Montréal)[2]
  - Canada : 5 août 2022 (sortie en salle au Québec)
  - France : 24 août 2022 (Festival du film francophone d'Angoulême)[3]
- Classification :
  - Québec : Visa général[4]

## Distribution
- Maripier Morin : Arlette Saint-Amour, ministre de la Culture
- Gilbert Sicotte : premier ministre du Québec
- David La Haye : Paul Girouard (ministre des finances du Québec)
- Lara Fabian : ministre du commerce de la France
- Paul Ahmarani : attaché de presse d'Arlette Saint-Amour
- Benoît Brière : chef de cabinet d'Arlette Saint-Amour
- Claudia Ferri : Margaret Macauly, galeriste et épouse du ministre des finances
- Bruno Marcil : polémiste, comédien et président du RAL (Réseau des Arts et des Lettres)
- Anne Casabonne : journaliste à l'Assemblée nationale du Québec
- Micheline Lanctôt : présidente de l'Assemblée nationale du Québec
- Peter Choinière : chef de l'opposition officielle
- Alexander Bisping : Paul Côté, sous-ministre adjoint
- Alexandrine Agostini : Murielle Mérisy, sous-ministre
- Kathleen Fortin, chauffeuse de la limousine de la ministre de la Culture
- Sandrine Bisson

## Controverse
Avant sa sortie, le film fait l'objet d'une controverse en raison du choix de sa tête d'affiche, l'actrice Maripier Morin, qui a fait l'objet d'allégations d'agressions sexuelles en 2020. En 2021, Maripier Morin est à nouveau l'objet de cinq nouveaux témoignages mentionnant des propos racistes, des attouchements sexuels non sollicités et des agressions physiques ayant eu lieu entre 2017 et 2020.